# Дуб на вул. Кондратьєва (Суми)
Дуб на Кондра́тьєва — ботанічна пам'ятка природи місцевого значення в Україні. Об'єкт природно-заповідного фонду Сумської області. 
Розташований у місті Суми, на вулиці Кондратьєва, 127 (поряд з будинком). 
Площа 0,0057 га. Статус надано згідно з рішенням облвиконкому від 10.12.1990 року № 227, рішення облради від 27.06.2008 року. Перебуває у віданні КП «Зеленбуд». 
Статус надано для збереження вікового дуба черешчатого.